# Guadalupe Victoria, Ángel Albino Corzo
Guadalupe Victoria är en ort i Mexiko.   Den ligger i kommunen Ángel Albino Corzo och delstaten Chiapas, i den sydöstra delen av landet, 800 km sydost om huvudstaden Mexico City. Guadalupe Victoria ligger 687 meter över havet och antalet invånare är 172.
Terrängen runt Guadalupe Victoria är kuperad åt sydväst, men åt nordost är den bergig. Runt Guadalupe Victoria är det ganska glesbefolkat, med 28 invånare per kvadratkilometer. Närmaste större samhälle är Nueva Palestina, 3,5 km väster om Guadalupe Victoria. I omgivningarna runt Guadalupe Victoria växer i huvudsak städsegrön lövskog.